# 나나에하마역
나나에하마역(일본어: 七重浜駅, ななえはまえき)은 일본 홋카이도 호쿠토시에 있는 도난 이사리비 철도 도난 이사리비 철도선의 철도역이다.

## 역 구조
1면 2선의 섬식 승강장이 있는 지상역이다. 열차는 대개 1번선에서 출발, 도착하지만 대피 등이 필요한 경우 2번 승강장에서 출발, 도착한다. 원래 2면 2선의 상대식 승강장 형태였으나 가이쿄 선 개통에 따른 쓰가루 해협선 정비에 따라 화물 열차가 교행할 필요가 있기에 현재의 구조가 되었다.
역사는 교상화되어 있으며, 구 역사는 보존되어 있다. 구 역사의 일부는 현재 역장 사무실로 쓰이고 있으며, 화장실도 그대로 사용하고 있다. 고료카쿠 역에서 관리하는 업무 위탁역으로, JR 하코다테 개발이 역사 업무를 위탁받아 운영하고 있다. 창구는 평일과 토요일 8시 40분부터 18시 10분까지 영업한다.

### 승강장
| 1 | ■ 도난 이사리비 철도선 | 하코다테 · 가미이소 · 기코나이 방면 |
| 2 | ■ 도난 이사리비 철도선 | (대피 및 교행 시에 사용되는 승강장) |

## 역 주변
- 호쿠토 시청 나나에하마 지소
- 하코다테 중앙경찰서 나나에하마 파출소
- 나나에하마 우편국
- 홋카이도 하코다테 수산고등학교

## 역사
- 1926년 6월 21일 - 일본국유철도의 일반역으로 개업.
- 1981년 5월 28일 - 전용선 발착 화물을 제외한 차급 화물 취급 폐지.
- 1984년 2월 1일 - 전용선 발착 차급 화물, 수하물 취급 폐지.
- 1986년 12월 1일 - 역사 교상화.
- 1987년 4월 1일 - 일본국유철도 분할 민영화로 홋카이도 여객철도가 계승.
- 2016년 3월 26일 - 홋카이도 신칸센 개업에 따라, 도난 이사리비 철도에게 이관됨.

## 인접한 역
| 도난 이사리비 철도 도난 이사리비 철도선 | 도난 이사리비 철도 도난 이사리비 철도선 | 도난 이사리비 철도 도난 이사리비 철도선 |
| --------------------------------------- | --------------------------------------- | --------------------------------------- |
| sh10 히가시쿠네베쓰 기코나이 방면       | ■ 도난 이사리비 철도선                  | H74 고료카쿠 하코다테 방면              |